# چرخ‌ریسک بزرگ

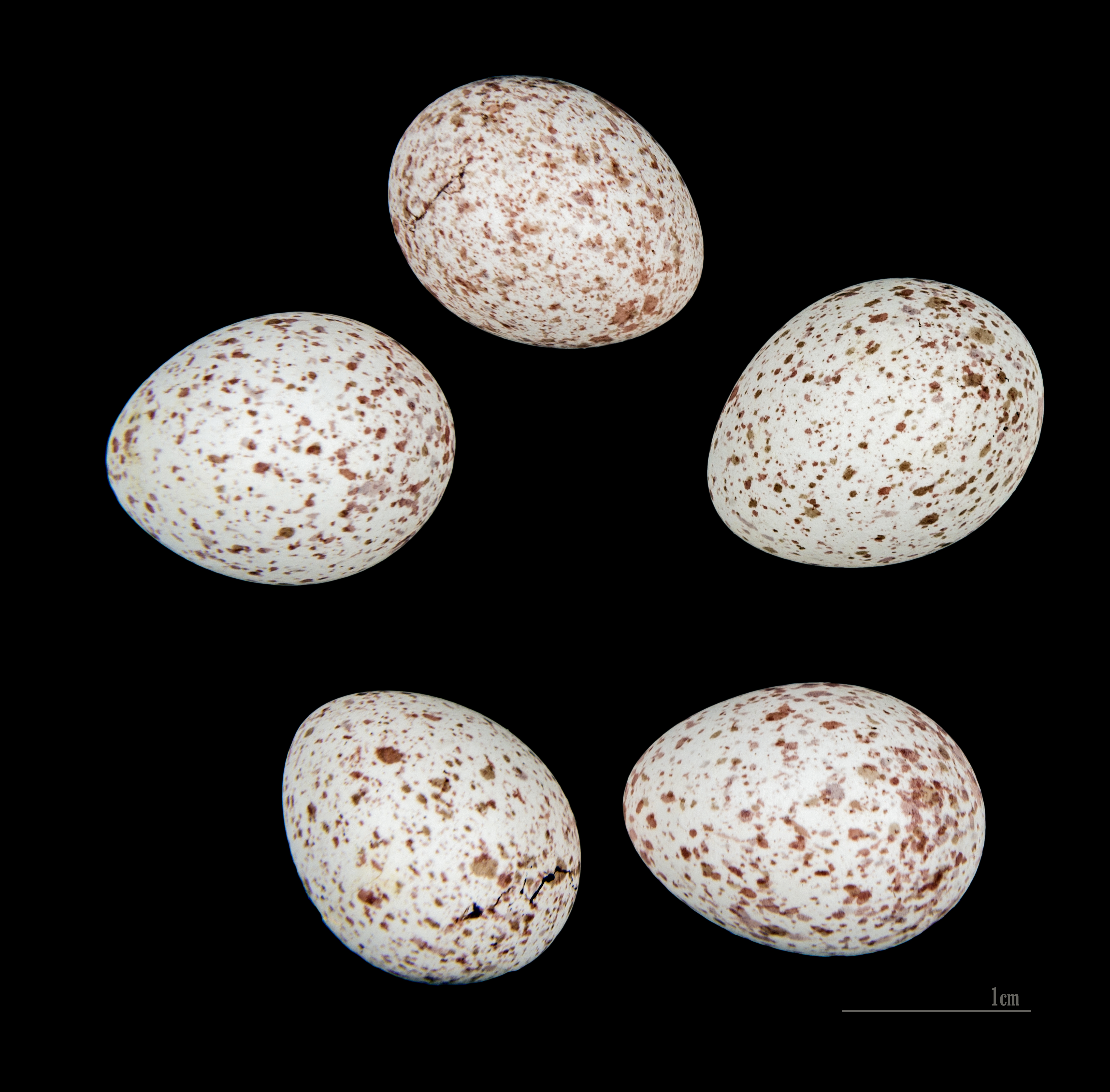
Parus major

چرخ‌ریسک بزرگ (Parus major) پرنده‌ای از خانواده چرخ‌ریسکان (Paridae) است.
اندازه‌اش ۱۴ سانتی‌متر است؛ از همه چرخ‌ریسک‌ها بزرگتر است شناسایی چرخ ریسک بزرگ بسیار ساده است و به وسیله سر و گردن سیاه مایل به آبی براق که چشم سیاهش نیز در این ناحیه پنهان شده است، گونه‌های سفید رنگ، سطح شکمی زرد با نوار طولی سیاه در وسط ( بهترین نشانه برای شناسایی این نوار برای چرخ‌ریسک‌های نر ضخیم و مشخص تر است ) تشخیص داده می‌شود . سطح شکمی آن طوسی مایل به سبز است . بخش بالایی این پرنده زیتونی‌رنگ است. نوارهای سفید دم این پرنده نیز از مشخصه‌های چرخ ریسک بزرگ است همین‌طور این پرنده به عنوان زامبی پرندگان شناخته می‌شود که با نوک تیزش مغز پرندگان دیگر راهم می‌خورد.

## مشخصات
پرنده نا بالغ رنگ سیاه با قهوه‌ای و رنگ سفید با زرد جایگزین می‌شود.
این پرنده درخت‌زی و فعال است. بیشتر چرخ ریسک‌ها مهاجرت نمی‌کنند.
در فصل تخمگذاری بین ۷ تا ۸ تخم سفید خالدار می گذارد.
این پرنده از حشرات کوچک تغدیه می‌کند، و غذایش را روی زمین جستجو می‌کند. در فصل‌های تولید مثل برای جوجه‌ها از کرم‌های بزرگ استفاده می‌کند که سرشار از پروتئین است. مطالعات در سال ۱۳۸۶ نشان داده که این پرنده نقش گسترده‌ای در کاهش تعداد کرم‌های سیب درختی دارد. کرم سیب "Caterpillar" درختی یکی از شایع‌ترین آفت‌های سیب است.

## زیستگاه
در جنگل‌های مختلط، باغ‌ها و پرچین‌ها، سوراخ درختان، دیوارها و آبروها و امثال آن لانه می سازد .
از هر سوراخی برای آشیانه گزینی بهره می‌گیرد. اگر شما آشیانه‌ای به شکل جعبه روی درخت نصب کنید، برای انتخاب آن به عنوان آشیانه تمایل نشان می‌دهد.